# 6144 Kondojiro
6144 Kondojiro este un asteroid din centura principală de asteroizi.

## Descriere
6144 Kondojiro este un asteroid din centura principală de asteroizi. A fost descoperit pe 14 martie 1994 la Kitami de Kin Endate și Kazuro Watanabe. Asteroidul prezintă o orbită caracterizată de o semiaxă mare de 4,75 ua, o excentricitate de 0,36 și o înclinație de 5,9° în raport cu ecliptica.